# Olé
L'olé és un tipus de dansa. El seu origen data cap a la dècada de 1830 i es troba en terres de Cadis. Sorgeix a partir de la zarabanda i està relacionat amb les danses gitanes. Juntament amb el jaleo, es pot considerar l'antecedent de la soleà.
L'escola bolera el va utilitzar en coreografies com Olé de la Curra o Olé de la Esmeralda. Un element característic és que al final del ball es fa una parada sobre el genoll esquerre inclinant el tronc enrere.